# Двурогий калао
Двурогий калао́:2960, или большой индийский калао или большой индийский носорог, или калао, или гомрай (лат. Buceros bicornis), — самая крупная птица из рода двурогих птиц-носорогов семейства птиц-носорогов, длина тела которой достигает 1,5 м. Имея внушительные размеры и красочное оперение, эта птица является частью ритуалов народов, проживающих в её ареале. В неволе двурогий калао может доживать до пятидесятилетнего возраста.

## Среда обитания
Ареал калао тянется от Западной Индии на восток до Таиланда, а на юг через полуостров Малакка до острова Суматра включительно. Калао обитают в кронах деревьев тропических джунглей. Любимые места этих птиц — вершины вечнозеленых деревьев, где весь год они находят достаточное количество пищи.
В поисках корма большой индийский носорог летает между деревьями. Часто можно наблюдать, как эти птицы парами или небольшими стаями летят над лесом. Калао поддерживают между собой связь с помощью громких звуков — раскатистого рева и кудахтанья. Именно поэтому невозможно пройти мимо дерева, не заметив калао. В полете калао своими закругленными крыльями напоминает грифа.

У самки в отличие от самца, радужка перламутрово-белая, а вокруг глаза кольцо голой кожи мясного цвета

## Пища
Большую часть рациона калао составляют плоды тропических деревьев. Особое предпочтение птицы отдают фигам, так как в них содержится большое количество сахара и их легко найти в течение всего года. Большой индийский носорог, несмотря на свои крупные размеры, довольно ловко перепрыгивает с ветки на ветку в кроне дерева и срывает клювом плоды. Падалицу птицы собирают на земле. Кроме того, калао срывает фрукты налету, бросает их в воздух, ловит широко раскрытым клювом и сразу же заглатывает. Птицы питаются также плодами стрихноса рвотного, из которого получают стрихнин.

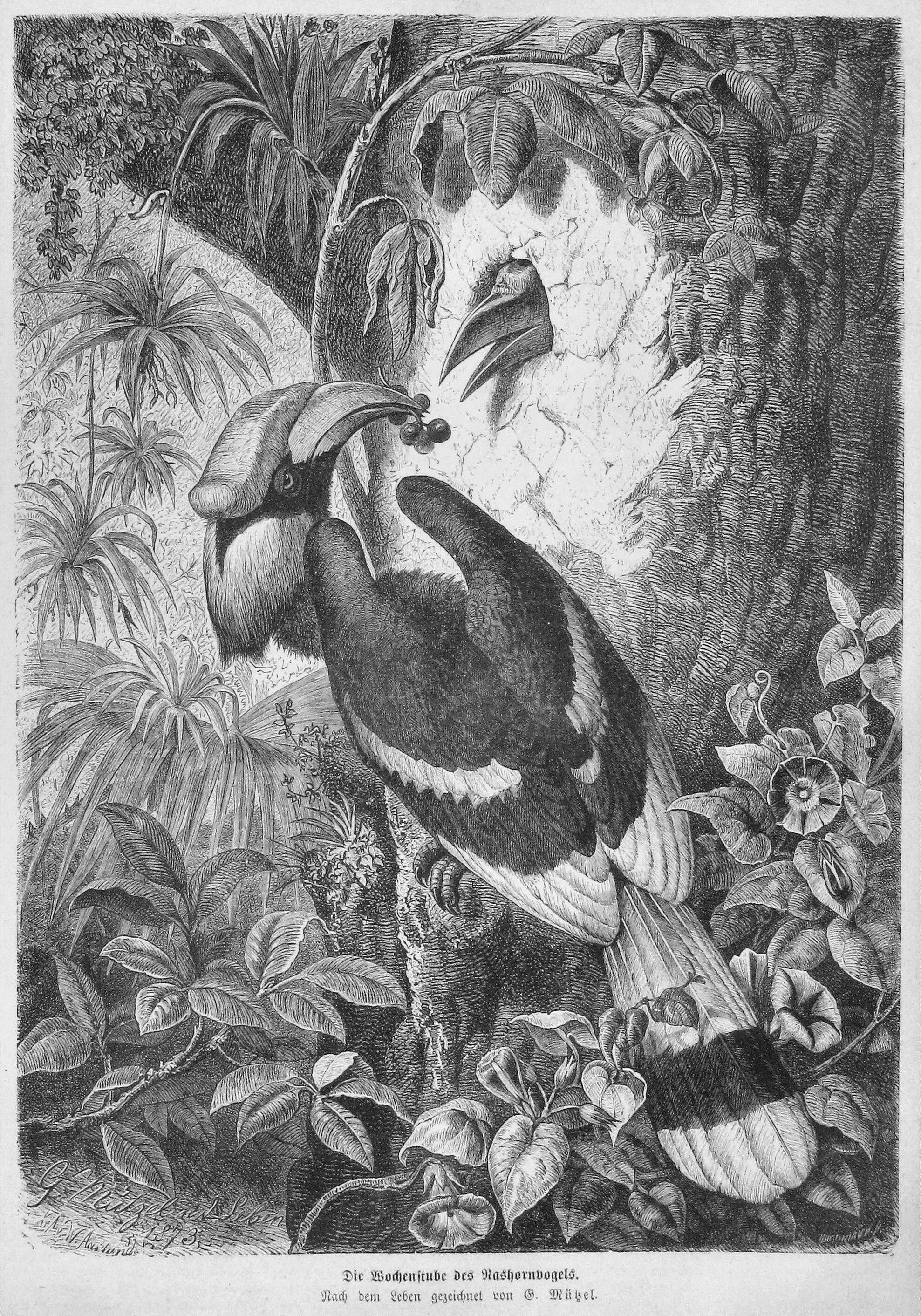
Самец, кормящий «замурованную» в дупле самку

## Размножение
Период гнездования калао не приурочен к определенному сезону. Птицы гнездятся обычно тогда, когда земля в лесу становится достаточно влажной, а, значит, пригодной для строительства гнезда. Обычно такой период приходится на время с января по апрель. Калао выбирает для гнезда дупло, расположенное на высоте 18—25 метров от земли.
Выбрав подходящее гнездо, самка начинает замуровывать вход в него. Она делает это без помощи самца. Самец только подносит ей строительный материал: мякоть фруктов, комки земли, веточки. Все это птица скрепляет пометом. Засыхая, получившееся вещество превращается в плотную «бетонную» стенку. Когда отверстие уменьшается, самка протискивается в дупло и замуровывает себя изнутри. Она оставляет только небольшое отверстие, через которое самец подает ей корм, а самка выбрасывает отходы. Мать остается замурованной все время насиживания и выкармливания птенцов. Так же в период «заточения» самка переживает линьку, после чего покрывается красочным новым оперением. Вероятно, самка откладывает 2 яйца, насиживание которых длится примерно месяц. Иногда вылупляется только один птенец. Самец приносит корм самке и вылупившимся из яиц птенцам. К концу гнездового периода он становится совсем тощим. Через 2—3 месяца после вылупления птенцов самка разбивает «стену» и вместе с птенцами выходит из «заточения». После этого молодые калао учатся летать.

## Подвиды
Известно 3 подвида двурогого калао:
- Buceros hydrocorax hydrocorax  Linnaeus, 1766
- Buceros hydrocorax semigaleatus  Tweeddale, 1878
- Buceros hydrocorax mindanensis  Tweeddale, 1877

## Интересные факты
- Яйца калао белые, однако постепенно они изменяют свою окраску и становятся коричневыми. Это происходит под влиянием гниющих остатков пищи и древесины.
- Отходы, выбрасываемые из гнезда самкой и птенцами, содержат непереваренные семена растений, которые прорастают под деревом. По величине этих растений туземцы определяют возраст птенца и могут выбрать подходящий момент для извлечения молодых калао из гнезда. После этого птенцы переходят в руки торговцев животными.
- Самка калао сменяет оперение во время своего «заточения» в дупле. Линька продолжается одну неделю. В это время сменяются все перья на крыльях и хвосте.